# الصالحة اللمتونية
الصالحة اللمتونية هي أميرة مرابطية مغربية من قبيلة لمتونة الأمازيغية، وهي أخت الأمير المرابطي علي بن يوسف، و بنت يوسف بن تاشفين اللمتوني الصنهاجي.

## حياتها
تكاد المعلومات عن هذه الأميرة المغربية أن تكون منعدمةً، فلم تذكر عنها المصادر التاريخية شيئاً، إلا أن أحد جنان مدينة مراكش حمل إسمها وهو «جنان الصالحة» وعرف أيضاً ببحيرة الصالحة. ويعتبر جنان الصالحة أقدم عرصات مدينة مراكش، إذ يعود غرسه إلى العصر المرابطي، ويقع على السور الجنوبي المرابطي لمراكش، ويؤدى إليه الباب الذي اتخذ اسم الجنان وهو «باب الصالحة»، وقد تم هدم هذا الباب على عهد الموحدين إثر احداث حدائق أگدال وتشييد القصبة، وكان هذا التوسع على حساب «جنان الصالحة»، وقد سمي حي من أحياء الملاح بحي «الصالحة» جرفه فيضان سنة 1639م الذي شهدته مدينة مراكش. وبهذا فإن حدائق أگدال قد استوعبت القسط الأكبر من جنان الصالحة. وعلى الرغم من ذلك، فإن اسم بحيرة الصالحة بقي ملتصقا بهذا الموقع كعنصر من مكونات ما عرف فيما بعد بأگدال، حيث ذكر نفس الجنان في القرن 8هـ/14م وفي 13هـ/19م، وقد أشار الناصري إلى مكانة جنان الصالحة في الذاكرة الشعبية لسكان المدينة إذ كان أطفالهم يتغنون بأغان تخلده من مثل قولهم:
«آجرادة مــــالْحــة فـــــيـنْ بت ســــارحة في جْنــــان الــــصــالحــــة»
فِي أسجاع غير هَذِه تجْرِي على أَلْسِنَة الصّبيان، وما تزال إلى الآن محفورة في ذاكرة أهل المدينة إلى زماننا هذا ضمن تراثهم الشفوي.